# Премьер-министр Австралии
Премьер-министр Австралии (англ. Prime Minister of Australia) — глава австралийского правительства, назначаемый генерал-губернатором Австралии и де-факто являющийся наиболее значимым постом в австралийской государственной системе.
Хотя по закону премьером может быть назначен любой гражданин страны, по традиции им всегда становится депутат от политической партии или коалиции, имеющей большинство в Палате представителей австралийского парламента. Единственным исключением, когда премьер-министром был назначен сенатор, являлся Джон Гортон, который сразу после этого покинул сенаторское кресло, и был избран членом Палаты представителей. Формально, время пребывания в должности премьер-министра неограниченно, но на практике обычно премьер уходит в отставку, когда его партия проигрывает федеральные выборы или перестаёт быть ведущей в правящей коалиции.
Премьер-министр выполняет роль главы исполнительной власти, которая при этом номинально остаётся за австралийским королём, поскольку Австралия — конституционная монархия. При этом она осуществляется генерал-губернатором на основании рекомендаций министров. Министры в свою очередь назначаются премьер-министром и образуют федеральный исполнительный совет. Самые значимые министры образуют федеральный кабинет с премьер-министром во главе. Премьер-министр также возглавляет Правительство и Национальный комитет по безопасности. Имеет резиденции в Канберре и Сиднее, а также офис в здании Парламента.
Начиная с учреждения этого поста, его занимали 30 раз. Первым премьер-министром был Эдмунд Бартон, который занял его 1 января 1901 года. Дольше всех на посту находился Роберт Мензис, который пробыл на нем 18 лет. Меньше всех — Френк Форд — всего неделю.
С 23 мая 2022 года должность занимает Энтони Албаниз, лидер Лейбористской партии Австралии.